# China State Construction
China State Construction Engineering (en mandarin simplifié : 中国建筑集团有限公司) est une entreprise de construction publique chinoise. Elle est notamment connue pour avoir construit le centre national de natation de Pékin et le Shun Hing Square, ainsi que le stade des Martyrs à Kinshasa.

## Historique
Le statut officiel avant 2017 était "Entreprise industrielle appartient à tout le peuple".
Depuis 2017, l'entreprise se transforme en société à responsabilité limitée (l'État est le seul actionnaire).

## Activités à l'étranger
CSCEC est une entreprise qui est également très présente dans les marchés publics étrangers. Elle est notamment présente en Afrique (Nigeria) et au Maghreb (Algérie).

### Activités en Algérie
En Algérie, l'entreprise a obtenu un nombre impressionnant de marchés. À titre d'exemple :
- Chantier de la mosquée d’Alger (898 millions d'euros)[3];
- Réalisation de la nouvelle ville universitaire de Constantine (520 millions de dollars) ;
- L’Ecole supérieure d’hôtellerie et de restauration d’Alger (ESHRA, pour 165 millions de dollars) ;
- Sheraton club d’Alger (69 millions de dollars) ;
- Aérogare internationale de l’aéroport Houari Boumediene d’Alger (266 millions de dollars) ;
- Gros œuvres pour le nouveau siège du ministère des Affaires étrangères ;
- 43 000 logements AADL répartis sur 11 wilayas ;
- Hôtel Mariott de Tlemcen (45 millions de dollars),
- Autoroute Cherchell-Bou Ismaïl (Tipasa) sur 48 km[4].

CSCEC a été présélectionné pour la réalisation de la nouvelle aérogare d’Alger (550 millions de dollars). Il a remporté la réalisation de 53 km de la section Chiffa de la route nationale n°1 avec, à la clé, 17 km de ponts et 3 km de tunnels.
- Hôtel Sheraton Annaba
- Le Centre International des Conférences d’Alger
- Ministère de l'habitat et de l'urbanisme
- Siège de la nouvelle ville de boughezoul

## Autres
- Hôpital universitaire de Sfax en Tunisie (depuis 2016).

## Polémique avec la banque mondiale
L'entreprise CSCEC a été accusée par la banque mondiale d'encourager la corruption dans les pays où elle candidatait à des marchés publics (versement de pots de vin, corruption de fonctionnaires etc.). Elle est inscrite sur la liste noire des entreprises non-éligibles pour cause de fraude et corruption du 12 janvier 2009 au 11 janvier 2015.